# Windowlicker
Windowlicker (с англ.- "облизыватель окон") - трек британского исполнителя электронной музыки  Aphex Twin, был выпущен 22 марта 1999 года на лейбле Warp Records. Обложка сингла была создана Крисом Каннингемом , при участии The Designers Republic. Каннингем также снял видеоклип на песню, который был номинирован на премию Brit Award в категории «Лучшее британское видео». По состоянию на 2001 год было продано более 300 000 экземпляров Windowlicker.
Песня достигла 16-го места в UK Singles Chart. В 2010 году Pitchfork включил песню на 12-е место в свой список «200 лучших треков 90-х», а в 2025 году журнал Billboard включил её в список «100 лучших танцевальных песен всех времён».

## Музыка
Музыку Windowlicker описывают как "бескомпромиссный кибер- R&B". На фоне слышны перестроенные брейкбиты. Вздохи, вокальные гармонии и стоны, напоминающие сексуальные вокальные тона, по предположениям были записаны голосом Ричарда, как и остальные его песни с вокалом. Вступление было сделано в стиле драм-н-бейс.
В 2012 году Pitchfork заявил, что футуристические элементы трека предвещают различные музыкальные разработки, включая "цифровую деконструкцию Flying Lotus , изогнутый вокал Джеймса Блейка , [и] колебания и стук дабстепа". Схожее заявление дал сайт Stereogum, сказав,что "микс песни с непредсказуемой синкопой, цифрово - дабовыми инопланетными трансформациями, блуждающими шумами и всплесками мелодии послужит отправной точкой для большей части сегодняшней электронной музыки".
Daft Punk приписывают Windowlicker влияние на звучание их альбома Discovery 2001 года.

### Спираль

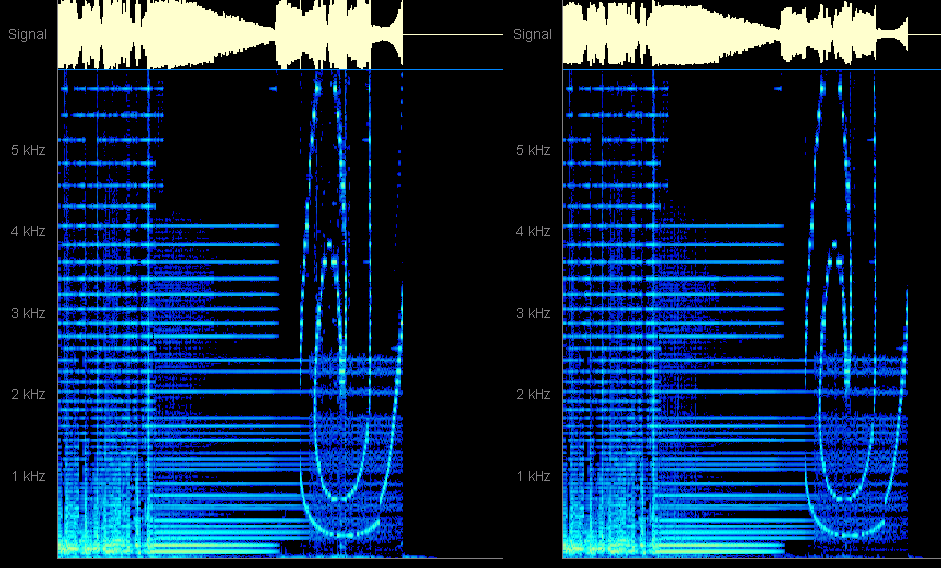
Спираль в конце спектрограммы для Windowlicker

Спектрограмма Windowlicker показывает спираль в конце песни. Эта спираль выглядит более впечатляюще, если рассматривать её с графиком рассеивания XY, где X и Y - амплитуды каналов L и R, которые показывают расширяющиеся и сжимающиеся концентрические круги и спирали.
Эффект был достигнут с помощью программы MetaSynth на базе Macintosh. Эта программа позволяет пользователю вставлять цифровое изображение в качестве спектрограммы. Затем MetaSynth преобразует спектрограмму в цифровой звук и «воспроизводит» изображение. Согласно статье на сайте Wired News , фотографии, пропущенные через программу, имеют тенденцию производить "своего рода диссонирующий, металлический царапающий звук".
Спектрограмма песни {\displaystyle \Delta M_{i}^{-1}=-\alpha \sum _{n=1}^{N}D_{i}\left[n\right]\left[\sum _{j\in C\left[i\right]}^{}F_{ji}\left[n-1\right]+Fext_{i}\left[n^{-1}\right]\right]}, также называемая Formula, содержит изображение ухмыляющегося Ричарда.

## Клип
Клип является пародией на клипы гангста-репа. В видео двое молодых людей в Лос-Анджелесе сквернословят и рассматривают женщин у витрин, так как французский термин для обозначения витринного шопинга - faire du lèche-vitrine , что буквально переводится как windowlicker (с англ.- "облизыватель окон"). Они сталкиваются с двумя женщинами (в финальных титрах их называют hoochies), которые неоднократно отклоняют их ухаживания. Внезапно нелепо длинный белый лимузин (38 окон в длину, включая окно водителя, которое полностью отображается через 20 секунд) врезается в чёрный кабриолет Mazda Miata NA MX5 двух мужчин, и , опуская окно, появляется Ричард Дэвид Джеймс в виде сутенёра со своей фирменной улыбкой с обложек альбомов Richard D. James Album и ...I care Because You Do. Выйдя из лимузина, Джеймс начинает танцевать с зонтиком с фирменным логотипом Aphex Twin с обложек альбомов Selected Ambient Works 85-92, On, Ventolin и Selected Ambient Works II, пытаясь соблазнить двух женщин. Затем женщины сопровождают Джеймса и других девушек в его лимузине, в то время как их лица трансформируются в подобие Джеймса. Когда две женщины выходят из люка на крыше лимузина, молодые люди пытаются запикапить их, но терпят неудачу. Мужчины прибывают на место, где Джеймс и группа женщин с его лицом танцуют вместе, и они получают леи от двух из женщин. В конце концов их внимание привлекает танцующая женщина, отвернувшаяся от них, но она оборачивается, чтобы показать ужасно уродливое, с торчащими зубами, деформированное лицо (которое позже было проиллюстрировано в эскизе швейцарского художника Х. Р. Гигера под названием «Windowlickers»  ), к большому ужасу мужчин. Видео заканчивается тем, что женщины Джеймса танцуют на пляже Санта-Моники, в то время как Джеймс разбрызгивает бутылку шампанского.
Лица Джеймса не подвергались цифровой трансформации на женщинах. Маски и грим были специально разработаны продюсерами для достижения желаемого эффекта трансформации. В актёрском составе для диалогового вступления клипа были Маркус Моррис, Гэри Круз, Марси Тернер и Чикита Мартин. Съёмки проходили в Лос-Анджелесе.
В диалоговом сегменте видео, длищимся чуть менее 4 минут, содержится 127 случаев использования ненормативной лексики, включая 44 использования слова fuck. НА VHS содержалось две версии клипа - с цензурой и без, под названием Bleep Version.

## Критический приём
Сайт AllMusic дал синглу оценку 4 из 5 звёзд. NME назвал Windowlicker "Синглом года» в своих чартах по итогам 1999 года".В сентябре 2010 года Pitchfork включил песню на 12-е место в свой список "200 лучших треков 90-х". В марте 2025 года журнал Billboard поставил её на 81-е место в своём списке "100 лучших танцевальных песен всех времён".

## Трек лист
| №                   | Название | Длительность |
| ------------------- | --- | ------------ |
| 1.                  | «Windowlicker» | 6:07         |
| 2.                  | «{\displaystyle \Delta M_{i}^{-1}=-\alpha \sum _{n=1}^{N}D_{i}\left[n\right]\left[\sum _{j\in C\left[i\right]}^{}F_{ji}\left[n-1\right]+Fext_{i}\left[n^{-1}\right]\right]} (Formula)» | 5:43         |
| 3.                  | «Nannou» | 4:13         |
| Общая длительность: | Общая длительность: | 16:03        |